# Urodon dasyphyllus
Urodon dasyphyllus är en ärtväxtart som beskrevs av Porphir Kiril Nicolai Stepanowitsch Turczaninow. Urodon dasyphyllus ingår i släktet Urodon och familjen ärtväxter. Inga underarter finns listade i Catalogue of Life.